# Lina Bo Bardi

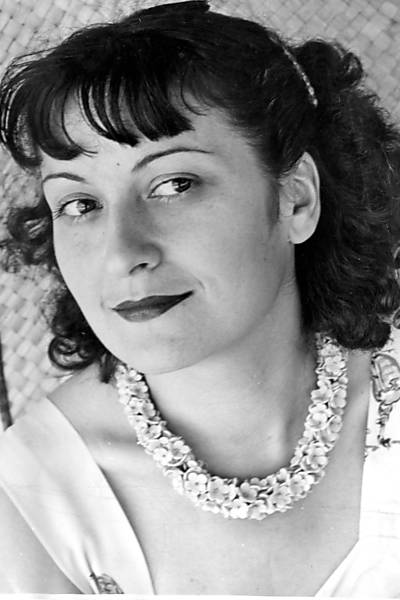
Lina Bo Bardi

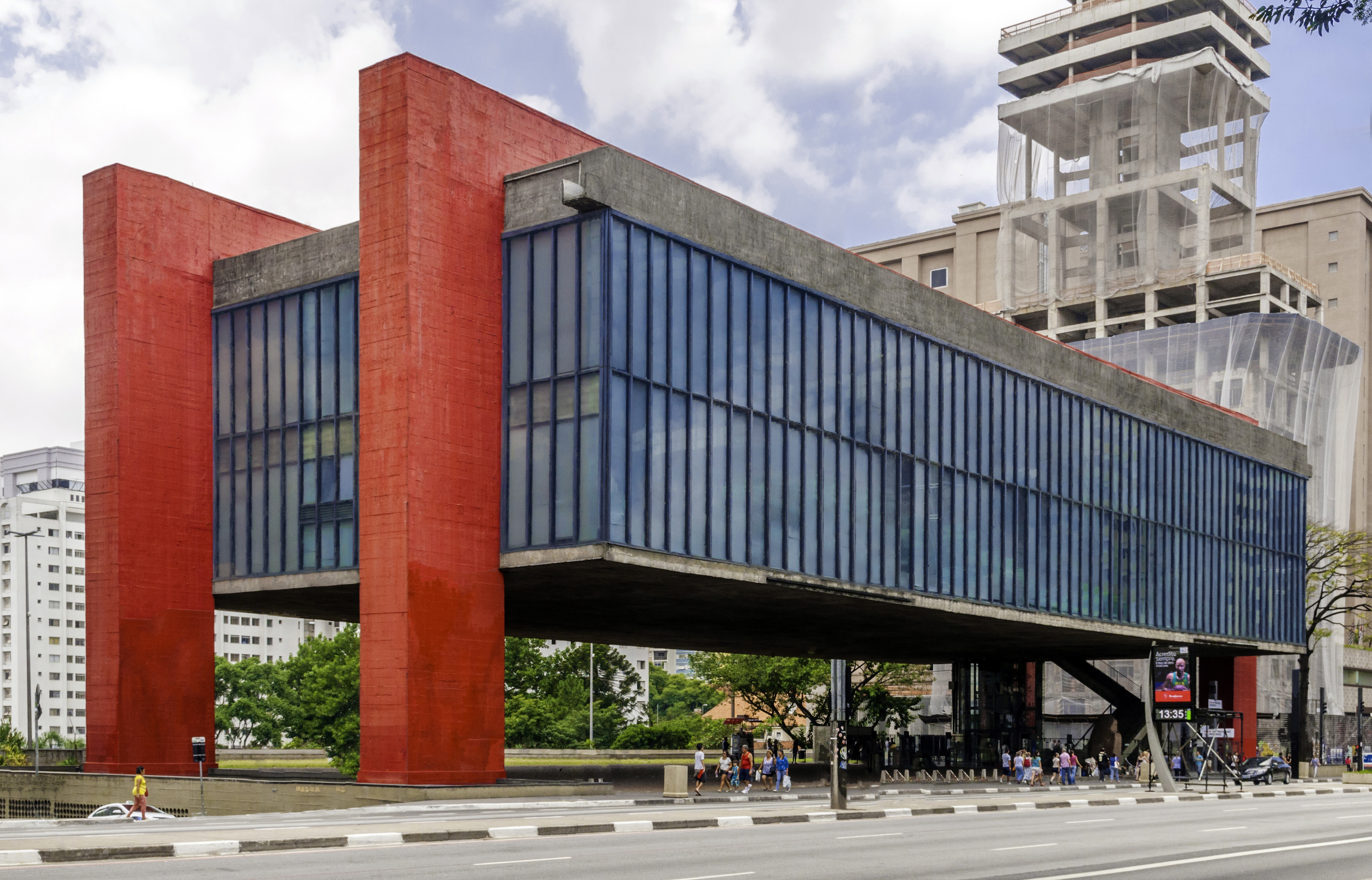
Museu de Arte de São Paulo

Lina Bo Bardi (geb. Achillina Bo) (Rome, 5 december 1914 - São Paulo, 20 maart 1992) was een Braziliaanse architecte en ontwerpster van Italiaanse afkomst.
Lina Bo Bardi begon haar carrière op het kantoor van Giò Ponti, de redacteur van het tijdschrift Domus in Milaan. Dat tijdschrift was gespecialiseerd in architectuur en design. Hierna opende ze haar eigen kantoor, maar dat werd verwoest door een bombardement in 1943. In die periode was Bardi actief lid van de Italiaanse Communistische Partij.
In 1946 trouwde ze met Pietro Maria Bardi. Samen vertrokken ze naar Brazilië, waar Bardi verschillende gebouwen ontwierp, waaronder het Museu de Arte de São Paulo, een sportcentrum, kerken en vele andere gebouwen. Bardi was ook als vormgever actief. Voor de Fabrica da Pompeia, ontwierp zij de belangrijkste onderdelen van het interieur.

## Trivia

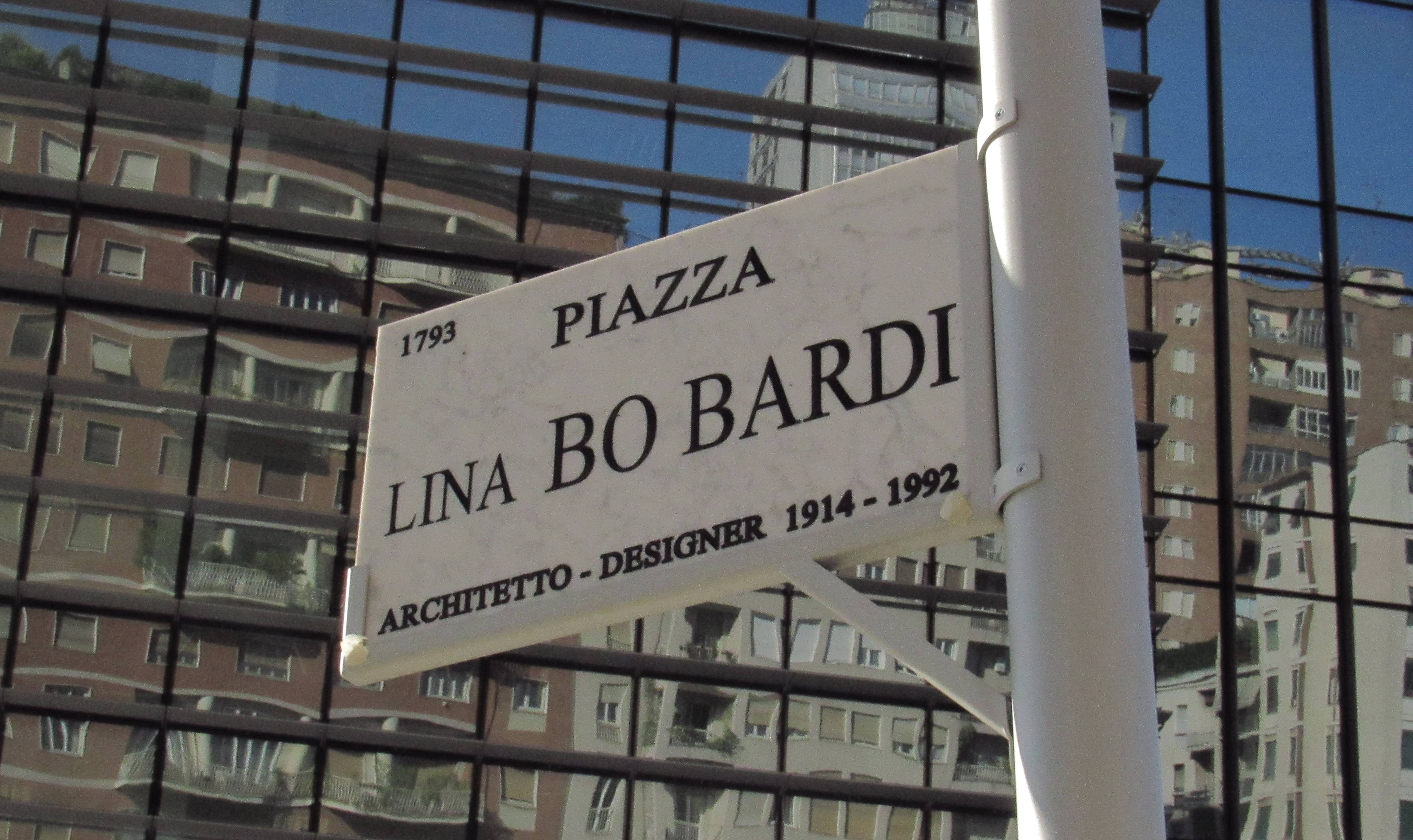
Plein in Milaan

- Modehuis Max Mara wijdde de SS17 collectie aan Lina Bo Bardi.

- Het Rotterdamse architectuurlabel Namelok heeft collectie AW17 "Playtime" geïnspireerd op de architecte.
- Bibsys: 98068546
- Biblioteca Nacional de España: XX5001416
- Bibliothèque nationale de France: cb16582460z (data)
- Catàleg d'autoritats de noms i títols de Catalunya: 981058529870906706
- CiNii: DA1892761X
- Gemeinsame Normdatei: 119254859
- International Standard Name Identifier: 0000 0001 2099 2017
- Library of Congress Control Number: n94017480
- Bibliotheek van het Japanse parlement: 001242372
- Nationale Bibliotheek van Tsjechië: xx0210033
- Nationale Bibliotheek van Israël: 987007459244305171
- Nederlandse Thesaurus van Auteursnamen: 143128248
- Réseau des bibliothèques de Suisse occidentale: 02-A011599353
- RKD-Nederlands Instituut voor Kunstgeschiedenis: 215432
- Istituto Centrale per il Catalogo Unico: VEAV036090
- SNAC: w6wm20rq
- Système universitaire de documentation: 08388131X
- Union List of Artist Names: 500036905
- Virtual International Authority File: 13113998
- WorldCat: E39PBJgCF3q38bXDG8dpHVgHYP